# 부이족
부이족(중국어: 布依族 포의족[*], 영어: Buyei) 또는 보이족(베트남어: Người Bố Y / 𠊛布依)은 중국의 소수민족의 하나로, 2000년 제5차 전국인구조사 통계에서는 인구는 2,971,460명으로 중국정부가 공인하는 56개의 민족 중에서 11번째로 많다. 부이족의 일파인 보이족은 베트남에 살며, 그곳에서는 54번째로 많은 공인 소수민족이다.
부이족은 구이저우의 아열대, 고도가 높은 밀림지역에 살며, 윈난과 쓰촨성에도 거주하고 태국어가 언어이다. 지금은 일부 기독교로 개종했기는 했지만, 전통적으로 그들은 애니미즘을 신봉했다.

## 언어
부이족은 부이어를 말하며, 좡족어와 매우 밀접한 관계를 가지고 있으며, 이 두 언어간 방언에 나타나고 있다.

## 역사
부이족은 구이저우의 평원에 토박이들이다. 부의족은 중국에서 가장 오래된 소수민족 중의 하나이며, 2,000년 이상을 이 지역에서 살아왔다.

## 같이 보기
- 베트남의 민족
- 중국의 민족